# 藤本英男
藤本 英男（ふじもと ひでお、1944年（昭和19年）6月24日 - ）は、日本の元レスリング選手、日本体育大学名誉教授。徳島県美馬市美馬町出身。日本体育大学卒。1968年メキシコシティーオリンピック銀メダリスト。

## 来歴
徳島県立穴吹高等学校レスリング部で吉田廣一に師事する。
日本体育大学2年生の1964年に、東京オリンピックのレスリング会場となった駒沢体育館で得点板の掲示係を務める。
1967年、ルーマニアのブカレストで行われたレスリング世界選手権においてグレコローマン・フェザー級で3位となる。
1968年、メキシコオリンピックにレスリング日本代表として出場し、グレコローマン・フェザー級で銀メダルを獲得する。
1970年にカナダのエドモントンで行われたレスリング世界選手権においてグレコローマン62kg級で優勝、1971年、ブルガリアのソフィアで行われたレスリング世界選手権においてグレコローマン62kg級で3位となる。
1972年、ミュンヘンオリンピックにレスリング日本代表として出場し、グレコローマン62kg級4位となる。このオリンピックを最後に現役を引退し、2013年3月に退任するまで日本体育大学でコーチ・監督・部長を歴任する。

## 親族
情報デザイン学者の藤本貴之は息子。

## 著書
- 藤本英男、柳川益美『レスリング―勝つためのトレーニング』講談社〈講談社スポーツシリーズ〉、1990年9月。ISBN 9784061415010。